# Пемпер, Мечислав
Мечислав «Метек» Пемпер (24 марта 1920 — 7 июня 2011) — еврей польского происхождения, переживший Холокост. Пемпер помог составить и напечатать «список Шиндлера», позволивший спасти от истребления около 1200 людей во время Второй мировой войны.

## Биография

### Ранние годы
Метек (Мечислав) Пемпер родился 24 марта 1920 года в Кракове, близ реки Висла. В те годы его семья состояла из четырёх человек: Якуб и Регина, родители, сам Метек, а также его младший брат Стефан. С раннего детства изучает польский и немецкий языки. Одновременно обучался юриспруденции в Ягеллонском университете и деловому управлению в Краковском университете экономики. В то время еврейские студенты обязаны были сидеть за отдельными скамьями.

### Концлагерь Плашов и Оскар Шиндлер

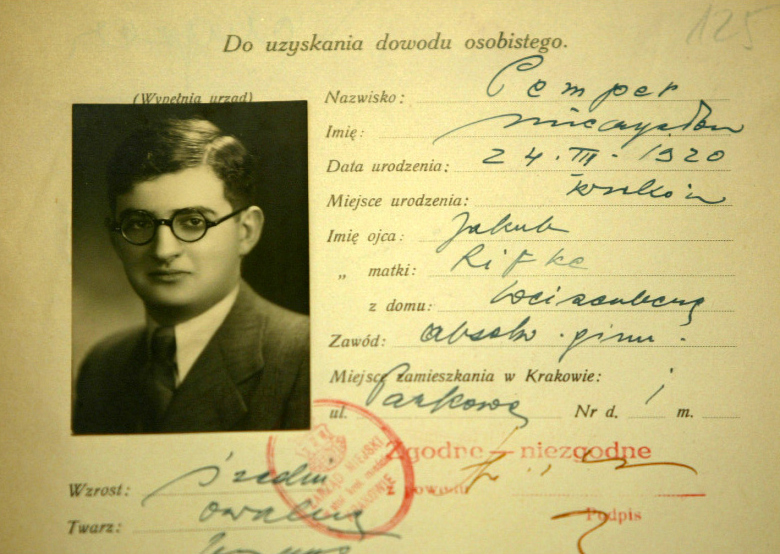
Метек Пемпер в 1938 году

Пемперу было 19 лет, когда нацистская Германия напала на Польшу в 1939 году. Все евреи в Кракове, в том числе Пемпер и его семья, обязаны были по требованию нацистов носить жёлтую звезду Давида. Пемпер, не желая этого делать, предпочёл не выходить из дома. Он занимал своё время тем, что изучал немецкую стенографию — до этого он уже знал немецкий язык. Вскоре после этого Пемпер вместе с семьёй был выселен в Краковское гетто. Нацистская администрация назначила его клерком юденрата — «еврейского совета» гетто. Он также выступал в Гетто в роли польско-немецкого синхронного переводчика и записывал радиопередачи BBC.
В конце 1942 года в Краковском гетто началась депортация, и между 13 и 15 марта 1943 года оно было полностью ликвидировано. Пемпер был перемещён в концлагерь Плашов. Там он, благодаря работе в юденрате, становится персональным стенографистом коменданта лагеря Амона Гёта. Будучи помощником Гёта он получает доступ к документам, посылаемым коменданту лагеря нацистскими властями. Работая в офисе Гёта, Пемпер также знакомится с Оскаром Шиндлером, этническим немцем, бизнесменом и промышленником, имеющим связи с чёрным рынком. Сначала Шиндлер надеялся получить прибыль от немецкого вторжения в Польшу и последовавшей затем войны, он открывает в Кракове завод эмалированной посуды, на котором в качестве рабочей силы используются в основном евреи. Бухгалтер Ицхак Штерн, с которым Пемпер поддерживал наиболее дружественные отношения среди работавших в офисе Гёта, убедил его, что Шиндлеру можно доверять.
Пемпер пишет своё первое письмо Оскару Шиндлеру в марте 1943 года, ещё не зная, что тот симпатизирует работающим у него евреям. Благодаря своей работе в офисе, Пемпер узнаёт в 1944 году, что нацисты планируют закрыть все заводы, непосредственно не связаные с военной промышленностью, в том числе завод эмалированной посуды Шиндлера. Закрытие, скорее всего, означало бы, что еврейские заключенные из Плашова были бы депортированы в Освенцим. Пемпер лично предупредил Шиндлера об этих планах и убедил его заняться производством противотанковых гранат, однако Пемпер осторожен и предоставляет Шиндлеру минимально возможную информацию, опасаясь, что тот может уличить его в разглашении нацистских секретных данных.
Пемпер принял непосредственное участие в составлении знаменитого списка Шиндлера, который помог спасти еврейских рабочих. Пемпер, сотрудничая с Шиндлером, а также с другими заключёнными концлагеря Плашов, включая Ицхака Штерна, составляют список из более чем 1000 евреев-заключённых, имеющих «решающее значение для нацистских вооружённых сил». Включенные в список Шиндлера, вместе с самим Пемпером, были перевезены на новую гранатную фабрику Шиндлера, расположенную в Брюнлице, небольшой чехословацкой деревне (ныне территория Чехии), в октябре 1944 года. Этот переезд, фактически, спас жизни людям из списка. Шиндлер так же включил в список отца, мать и брата Пемпера, но его мать, Регина, не попала на новую фабрику и, из-за истощения, осталась в Освенциме, после капитуляции Германии она была освобождена. По окончании войны, Оскар Шиндлер выступил с обращением к работникам своей фабрики, в котором, в частности, упомянул: «Не благодарите меня за своё спасение…Благодарите отважных Штерна и Пемпера, которые постоянно смотрели смерти прямо в глаза».

### После войны
Пемпер свидетельствовал на суде против Амона Гёта в сентябре 1946 года, после окончания войны.
Он переехал в Аугсбург в 1958 году. Работал в сфере управленческого консалтинга. Был активистом в вопросе восстановления взаимоуважения между христианами и иудеями. Сохранял тесные связи с Оскаром Шиндлером вплоть до его смерти в 1974 году.
Пемпер был консультантом Стивена Спилберга фильма «Список Шиндлера». В фильме роль Пемпера в сотрудничестве с Шиндлером была преуменьшена. Спилберг решил упростить сюжет, создав собирательный образ, изображённый Беном Кингсли, основанный на личностях Пемпера и Ицхака Штерна. Несмотря на незначительность своей роли в фильме, Пемпер говорил, что основным его достижением является не составление списка, но «цепь различных действий в сопротивлении, которые, подобно маленьким кусочкам мозаики, собранным воедино, сделали осуществимым весь этот план» (из статьи The Daily Telegraph). Спилберг отдал должное и Пемперу, и Штерну вне контекста фильма, назвав их героями. Роль Пемпера в фильме сыграл Гжегож Квас.
Власти приютившего Пемпера города Аугсбург наградили его медалью в 2003 году. Там же его объявили почётным гражданином в 2007 году.

### Смерть
Пемпер скончался в Аугсбурге 7 июня 2011 года, в возрасте 91 года. Он никогда не был женат, у него не осталось близких родственников. Похоронен в Аугсбурге на еврейском кладбище. Во время церемонии погребения, в знак уважения, были приспущены флаги. Обер-бургомистр Аугсбурга Курт Грибль сказал: «С Метеком Пемпером город потерял важного „строителя мостов“ между иудеями и христианами, содействовавшего объединению».